# Kiwańce (Litwa)
Kiwańce (lit. Kyvonys) − wieś na Litwie, w rejonie solecznickim, 3 km na północny wschód od Turgieli, zamieszkana przez 22 ludzi. Przed II wojną światową w Polsce, w powiecie wileńsko-trockim województwa wileńskiego.